# The Heart of Everything
The Heart of Everything (Dall'inglese Il cuore di tutto/il cuore di ogni cosa) è il quarto album del gruppo musicale symphonic/gothic metal olandese Within Temptation.

L'album è stato pubblicato in tutta Europa tra il 9 e il 12 marzo 2007, ma è stato anticipato a livello mondiale dal primo singolo estratto What Have You Done, uscito nel gennaio dello stesso anno.

## Descrizione
(Sharon den Adel)
(Robert Westerholt)
The Heart of Everything può essere considerato un mix di tutti gli stili musicali adottati dai Within Temptation sin dagli esordi, infatti i brani offrono una vasta varietà di ascolto: dalle atmosfere più "cupe e minacciose" di Enter, all'elaborato costrutto di orchestrazioni di The Silent Force, alle soffici e raffinate atmosfere favolesche di Mother Earth.

Appena dopo due settimane dalla sua uscita, l'album si guadagna la prima posizione nelle classifiche olandesi. Tra il 9 e il 12 novembre 2007 invece, viene distribuita solo in Europa un'edizione speciale di The Heart of Everything, avente come bonus le versioni acustiche di alcuni brani e una vasta DVD-side.

## Tracce
1. The Howling – 5:36 (Sharon den Adel, Robert Westerholt, Daniel Gibson)
2. What Have You Done (feat. Keith Caputo) – 5:13 (Sharon den Adel, Robert Westerholt, Daniel Gibson)
3. Frozen – 4:28 (Sharon den Adel, Robert Westerholt, Daniel Gibson)
4. Our Solemn Hour[7] – 4:17 (Sharon den Adel, Robert Westerholt, Martijn Spierenburg)
5. The Heart of Everything[8] – 5:35 (Sharon den Adel, Robert Westerholt, Daniel Gibson, Han Kooreneef)
6. Hand of Sorrow[9] – 5:36 (Sharon den Adel, Robert Westerholt, Daniel Gibson, Han Kooreneef)
7. The Cross – 4:52 (Sharon den Adel, Robert Westerholt, Daniel Gibson, Han Kooreneef)
8. Final Destination[10] – 4:45 (Sharon den Adel, Robert Westerholt, Daniel Gibson)
9. All I Need – 4:52 (Robert Westerholt, Sharon den Adel)
10. The Truth Beneath the Rose[11] – 7:02 (Sharon den Adel, Robert Westerholt, Martijn Spierenburg, Han Kooreneef)
11. Forgiven – 4:54 (Sharon den Adel, Robert Westerholt, Martijn Spierenburg)

Special Edition - tracce bonus
1. What Have You Done (Rock Mix) – 3:53 (Sharon den Adel, Robert Westerholt, Daniel Gibson)
2. What Have You Done (Acoustic) – 4:12 (Sharon den Adel, Robert Westerholt, Daniel Gibson)
3. Ice Queen (Acoustic) – 4:31 (Sharon den Adel, Robert Westerholt)
4. Stand My Ground (Acustic) – 3:43 (Sharon den Adel, Robert Westerholt, Martijn Spierenburg)

DVD bonus Live in Tokyo
1. Our Solemn Hour
2. The Howling
3. Frozen
4. Stand My Ground
5. The Cross
6. The Heart of Everything
7. Mother Earth
8. Deceiver of Fools
9. Ice Queen

## Formazione
Within Temptation
- Sharon den Adel - voce
- Ruud Adrianus Jolie - chitarra solista; seconda voce in Frozen e The Cross
- Robert Westerholt - chitarra ritmica
- Martijn Spierenburg - tastiere
- Jeroen van Veen - basso
- Stephen van Haestregt - batteria

### Altri musicisti
- Keith Caputo - voce in What Have You Done